# Квинт Цецилий Метел Нумидийски
Вижте пояснителната страница за други личности с името Квинт Цецилий Метел.
Квинт Цецилий Метел Нумидийски (на латински: Quintus Caecilius Metellus Numidicus; † 91 пр.н.е.) е политик и генерал на Римската република през 2 век пр.н.е.

## Биография
Син е на Луций Цецилий Метел Калв (консул 142 пр.н.е.).
През 109 пр.н.е. Квинт е избран за консул заедно с Марк Юний Силан. През 108 пр.н.е. е проконсул и води римските войски против Югурта. Проявява се като посредствен военачалник и предпочита да протака войната. Единствения му успех е превземането на град Тала. Въпреки слабото му представяне в Нумидия си издейства почетното прозвище (когномен) Нумидийски (Numidicus).
По отношение на политиката, Нумидик е реакционер и краен консерватор, привърженик на оптиматите и голям противник на популарите. През 102 пр.н.е. става цензор. Нумидик отива доброволно на Родос и после е заточен. През 99 пр.н.е. има право да се върне, но повече не се занимава с обществена работа.
Цицерон го смята за добър оратор.